# Ряд Гранді
Ряд Гранді — знакопереміжний ряд  1 − 1 + 1 − 1 + …, або:
{\displaystyle \sum _{n=0}^{\infty }(-1)^{n}\!\,.}
Ряд названо на честь італійського католицького священика, філософа, математика й інженера Луїджі Гвідо Гранді, який в 1703 році розглянув його в книзі Quadratura circula et hyperbolae per infinitas hyperbolas geometrice exhibita.
Часткові суми ряду поперемінно рівні 1, 0, 1, 0, … , що означає, що ряд розходиться. Сума ряду за Чезаро дорівнює 1/2.

## Основні міркування
Якщо вважати ряд телескопічним:
{\displaystyle (1-1)+(1-1)+(1-1)+\cdots =0+0+0+\cdots =0\!\,.}
Проте, після певних перетворень також можна отримати результат 1, що викликає протиріччя:
{\displaystyle 1+(-1+1)+(-1+1)+(-1+1)+\cdots =1+0+0+0+\cdots =1\!\,.}
Таким чином, різної розстановкою дужок у ряді Гранді, можна отримати суму і 0, і 1. (Варіації цієї ідеї мають назву "шахрайство Ейленберга-Мазура" і використовуються в теорії вузлів і алгебрі).
Якщо вважати ряд Гранді розбіжною геометричною прогресією, то, використовуючи методи роботи з геометричними прогресіями, можна отримати третє значення, 1/2:
{\displaystyle s=1-1+1-1+\cdots \!\,}
отже,
{\displaystyle 1-s=1-(1-1+1-1+\cdots )=1-1+1-1+\cdots =s\!\,,}
що дає
{\displaystyle s={\frac {1}{2}}\!\,.}
Проте, у попередніх міркуваннях не враховується визначення «сума ряду». Важливо вміти брати частині ряду в дужки, а також проводити арифметичні дії з рядами. Щодо цього ряду можна дійти двох висновків:
- Ряд 1 - 1 + 1 - 1 + ... не має суми.
- ... але його сума повинна дорівнювати 1/2.

## Сума ряду
У сучасній математиці сума ряду визначається як межа послідовності часткових сум, якщо вона існує. Послідовність часткових сум ряду Гранді: 1, 0, 1, 0, ... Очевидно, вона не збігається ні до якого числа (хоч і має дві граничні точки: 0 і 1). Таким чином, ряд Гранді розбігається.